# Desa Sumberoto (administrativ by i Indonesien, lat -7,18, long 112,06)
Desa Sumberoto är en administrativ by i Indonesien.   Den ligger i provinsen Jawa Timur, i den västra delen av landet, 600 km öster om huvudstaden Jakarta.